# 长平乡
长平乡，是中华人民共和国江西省萍乡市上栗县下辖的一个乡镇级行政单位。

## 行政区划
长平乡下辖以下地区：
星辉村、福寿村、长平村、平基村、大塘村、新蕉源村、黄泥塘村、落星村、狮形村、塘上村、佛溪村、石塘村、流江村、马良村、杉木村、菱角村、明星村、淡塘村和石溪村。